# 格沃茲傑齊
49°18′22″N 22°55′41″E / 49.30611°N 22.92806°E
格沃茲傑齊（烏克蘭語：Гвоздець），是烏克蘭西部的村莊，隸屬利維夫州的桑比爾區。該村面積0.29平方公里，2001年人口103，人口密度每平方公里355.17人。